# أوهايو ضد كل شيء
أوهايو ضد كل شئ بالأنجليزية (Ohio Versus Everything (oVe ويعرفون بأختصار بأسم (اوه في أي) هو فريق مصارعة محترفين أمريكي يتكون من الأخوة ديف كريست (المعروف بأسم ديفيد كريست، جونيور وولد في الـ 10 نوفمبر من عام 1982) وجيك كريست (المعروف بأسم جون كريست والذي ولد في الـ 13 يوليو من عام 1984) والأثنين من مدينة دايتون، أوهايو. وهم حالياً يعملون مع اتحاد توتال نون ستوب اكشن الذي يعرف أيضا باسم امباكت ريسلينج 
و هم ابطال فرق سابقين في اتحاد امباكت ريسلينغ. حيث في عرض تي ان ايه باوند فور جلوري 2017، انضم سامي  كاليهان للفريق وعرف بكونه كقائد للفريق. في حلقة عرض الامباكت بتاريخ 22 مارس 2019 أنضم سوير فالتون ليصبح أيضًا جزءًا من الفرقة.